# Хосе Марія Орельяна
Хосе Марія Орельяно Пінто (11 липня 1872 — 26 вересня 1926) — гватемальський політичний діяч, президент країни з грудня 1921 до вересня 1926 року.

## Життєпис
Народився у департаменті Ель-Прогресо, був генералом гватемальської армії. Зайняв пост глави держави в результаті перевороту проти тогочасного президента Карлоса Еррери, а пізніше (1922) переміг на президентських виборах.
За часів його президентства було впроваджено у обіг кецаль. Портрет Орельяни зображено на лицьовому боці банкноти номіналом в один кецаль.